# Consejo de la Hispanidad
El Consejo de la Hispanidad fue un organismo de la dictadura franquista dependiente del Ministerio de Asuntos Exteriores creado en 1940 con el objetivo de la realización de la idea de «Hispanidad». Existió hasta 1945, cuando fue sucedido por el Instituto de Cultura Hispánica.

## Historia
Una ley de 2 de noviembre de 1940, publicada en el Boletín Oficial del Estado el 7 de noviembre, dio formalmente origen al organismo. El texto, que colocaba en el preámbulo a España como «eje espiritual del mundo hispánico como título de preeminencia en las empresas universales», hacía contradictoriamente referencia en el articulado a la posibilidad, irrealizable a corto plazo, de una unión política (Art. 2), propia del ideario falangista. Dos meses más tarde se decidiría la composición interna de los miembros del organismo y, en abril de 1941, se desarrolló el Reglamento de este, que matizó por otra parte las veleidades imperialistas de la redacción de la ley. En la composición del Consejo se mezclaron funcionarios, militares, líderes falangistas, religiosos e intelectuales de derechas, contabilizándose un total de 74 consejeros.
Hasta la creación del Consejo de la Hispanidad, los asuntos relacionados con Hispanoamérica estaban bajo el control de la Falange Exterior, órgano de FET y de las JONS encargado de la acción del partido en el extranjero. Con posterioridad, la Falange Exterior siguió teniendo un papel preeminente en la política propagandística en Hispanoamérica.
Manuel Halcón fue canciller del organismo hasta su destitución en julio de 1943, no llegando formalmente a cubrirse la vacante del cargo. Su cancillería (una suerte de ejecutivo) estuvo formada a partir de abril de 1941 por el propio Halcón junto con Manuel Aznar, Fernando Castiella, Jesús Pabón, Antonio Tovar, Felipe Ximénez de Sandoval y Santiago Magariños Torres.
El ente, cuya importancia había experimentando un progresivo declive desde la caída de la estrella de Ramón Serrano Súñer, y del que ya a finales de 1942 se había planteado una adaptación en sus funciones para sobreponerse a las críticas que provenían de América que tachaban al Consejo de propaganda profascista y antiestadounidense, fue reemplazado en sus funciones en diciembre de 1945 —tras finalizar la Segunda Guerra Mundial— por el recién nacido Instituto de Cultura Hispánica.